# Synaphobranchus
Synaphobranchus – rodzaj ryb promieniopłetwych z podrodziny Synaphobranchinae w obrębie rodziny Synaphobranchidae.

## Rozmieszczenie geograficzne
Do rodzaju należą gatunki występujące w tropikalnych do umiarkowanych wodach Oceanu Atlantyckiego, Oceanu Indyjskiego i Oceanu Spokojnego.

## Morfologia
Długość ciała do 160 cm.

## Systematyka
Rodzaj zdefiniował w 1862 roku brytyjski botanik i ichtiolog James Yate Johnson w artykule poświęconym opisowi nowych rodzajów i gatunków ryb złowionych u wybrzeży Madery, opublikowanym w czasopiśmie Proceedings of the Zoological Society of London. Gatunkiem typowym jest (oznaczenie monotypowe) S. kaupii.

### Etymologia
- Synaphobranchus: gr. συναπτoς sunaptos ‘złączony’; βραγχια brankhia ‘skrzela’[5].
- Nettophichthys: gr. νηττα nētta ‘kaczka’[6]; οφις ophis, οφεως opheōs ‘wąż’[7]; ιχθυς ikhthus ‘ryba’[8]. Gatunek typowy (oznaczenie monotypowe): Nettophichthys retropinnatus Holt, 1891 (= Synaphobranchus kaupii Johnson, 1862).

### Podział systematyczny
Do rodzaju należą następujące gatunki:
- Synaphobranchus affinis Günther, 1877
- Synaphobranchus brevidorsalis Günther, 1887
- Synaphobranchus calvus Melo, 2007
- Synaphobranchus dolichorhynchus (Lea, 1913)
- Synaphobranchus kaupii Johnson, 1862
- Synaphobranchus oligolepis Ho, Hong & Chen, 2018
- Synaphobranchus oregoni Castle, 1960